# Nikolaus von Falkenhorst
Nikolaus von Falkenhorst (17. januar 1885 – 18. juni 1968) var en tysk general, som planlagde "Operation Weserübung", besættelsen af Danmark og Norge i 1940. Herefter ledede han de tyske tropper i Norge fra 1940 til 1944.

## Baggrund
Falkenhorst var født i Breslau ind i en gammel schlesisk militærfamilie ved navn Jastrzembski. Han ændrede dette slaviske navn til det mere tyske Falkenhorst tidligt i sin karriere. Som 12-årig blev han sendt til en kadetskole, og begyndte sin militære karriere som fenrik i 1903. Da den første verdenskrig brød ud, var han blevet Oberleutnant, og drog til vestfronten som kompagnichef. Ved juletider var han Hauptmann, og efter at have vært adjutant et par år, blev han 1917 uddannet til generalstabstjeneste. Ved krigens slutning var han i Finland som generalstabsoffiser i Østersødivisionen – en tysk afdeling sendt for at hjælpe "de hvide" i borgerkrigen.  Som medlem af et frikorps blev han i 1919 overført til Reichswehr, og mellem 1925 og 1927 gjorde han tjeneste i operationsafdelingen i krigsministeriet.
Falkenhorst blev forfremmet til oberst den 1. oktober 1932 og var derefter militærattaché ved de tyske ambassader i Prag, Beograd og Bukarest mellem 1933 og 1935. Den 1. juli 1935 blev han forfremmet til generalmajor og stabschef for 3. armé, og i 1937 blev han generalløjtnant. I 1939 havde han kommandoen over det 21. armekorps under invasionen af Polen og blev forfremmet til general i infanteriet.

## Besættelsen af Norge og Danmark
Falkenhorst fik ansvaret for den militære planlægning af Operation Weserübung i 1940. Denne invasion af Danmark og Norge var tophemmelig, og Falkenhorst fik end ikke adgang til militærets kortsamling, da han udformede planen. I stedet planlagde han operationen i et hotelværelse ved hjælp af en Baedeker-guidebog for Norwegen und Schweden, han havde købt i en boghandel i Berlin.  Alligevel blev operationen en succes. Det eneste større tyske tab var sænkningen af den svære krydser Blücher i Oslofjorden.
Efter at have planlagt angrebet på Danmark og Norge, og afvist et modangreb fra britiske og franske styrker i Nordnorge, beholdt Falkenhorst kommandoen over de tyske tropper i Norge. I modsætning til den civile administration søgte de militære styrker at komme overens med det norske folk, og Falkenhorst gav sine tropper ordre til at behandle befolkningen venligt. Han skrev i telegram af 10. juni 1940, at kampen "blev ført ridderligt af vor modstander," og lovpriste dernæst general Dietls indsats. 
En apokryf historie, som blev troet af mange på begge sider, fortalte om en norsk kvinde, som klagede over, at en tysk soldat havde stjålet noget af hendes syltetøj. Den næste morgen blev hun inviteret til at komme til den lokale militærforlægning og se manden blive henrettet.
Falkenhorst blev frataget sin kommando den 18. december 1944, efter modstand mod den rigsbefuldmægtigede Josef Terbovens politik. Den nye "Wehrmachtsbefehlshaber Norwegen" var generaloberst Lothar Rendulic. 
Efter krigen blev Falkenhorst stillet for et fælles britisk-norsk militærtribunal anklaget for at have overtrådt reglerne for krigsførelse. Han havde videresendt den "Førerordre" til sine tropper, som fastlagde, at tilfangetagne sabotører skulle henrettes; og det var der adskillige, som blev. Derfor blev han dømt til døden i 1946. Efter stor indsats fra Sven Hedin blev dommen senere ændret til 20 års fængsel; Falkenhorst havde under krigen hjulpet Hedin med at få overtalt Hitler til at omstøde dødsdomme for sabotører.  23. juli 1953 blev Falkenhorst løsladt på grund af dårligt helbred. Han døde i Holzminden i 1968. Hans datter var gift med general Erich Dethleffsen.

## Interview i 1960
Den norske journalist Olav Gran-Olsson var som ung i Holzminden i 1960, og ringede på hos Falkenhorst en lørdag kl. 12, da preussisk adel modtager uanmeldte besøg. Falkenhorst åbnede vinduet på 1. sal og udbrød: "Jeg modtager aldrig besøg!" Gran-Olsson parerede straks: "Hr. general, den preussiske adel modtager uanmeldte besøg kl. 12 på lørdage, og nu er det lørdag, og klokken er 12!" Da svarede generalen: "Ja, De har ret. Jeg åbner døren for Dem." Han sagde i samtalens løb, at "tilbagetrækningen i Finnmark med den brændte jords taktik var et stort fejlgreb. Den var jeg ikke ansvarlig for, men Rendulic. Da han kom med sine tropper fra Finland ind i Finnmark, var der pludselig to tyske øverstkommanderende i Norge: Rendulic og jeg. Jeg ringede til Berlin og spurgte, hvem, der havde kommandoen. Rendulic fik den. Da jeg dermed var afsat, forlod jeg straks Norge 18. december 1944. Tyskerne lagde Finnmark øde, og Finnmark blev et militært vakuum. Russerne kunne frigøre tropper og sætte disse ind på andre frontafsnit for at knuse Hitler-Tyskland." Hvor nødvendigt var det for Tyskland at besætte Norge og Danmark i 1940? "Ikke nødvendigt! Besættelsen af disse lande var et spild af tyske kræfter." 